# Osuszacz membranowy
Osuszacz membranowy sprężonego powietrza - urządzenie przeznaczone do usuwania wilgoci, którego głównym elementem jest membrana wykonana z włókna polimerowego, przez którą przenikają cząsteczki wody z osuszanego powietrza.

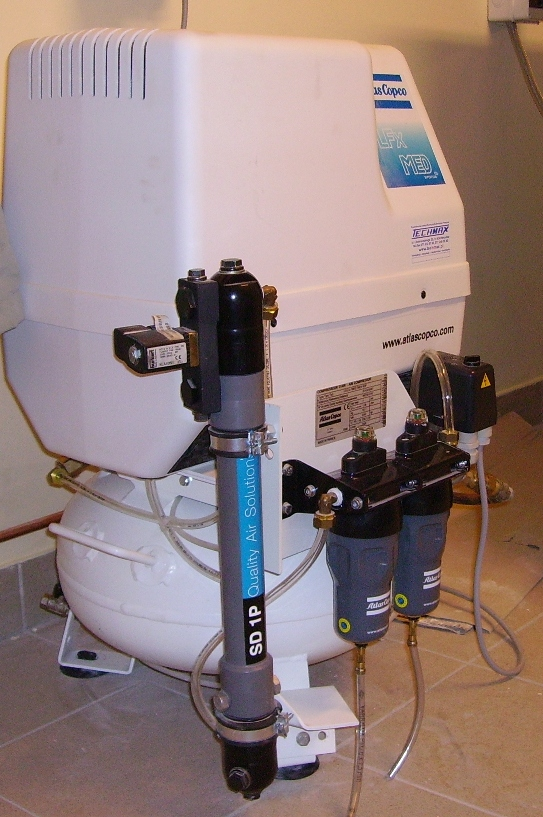
Sprężarka z osuszaczem membranowym

## Charakterystyka
Osuszacze membranowe są przydatne w przypadku małych powierzchni oraz przy konieczności zintegrowania osuszacza ze sprężarką. Charakteryzują się małymi rozmiarami i mogą być montowane w wielu różnych konfiguracjach. Pracują przy różnych wartościach temperatury wlotowej i temperatury otoczenia. Osuszacze te są odporne na drgania, nie wymagają zasilania energią elektryczną, nie zagrażają wybuchem i pracują cicho.

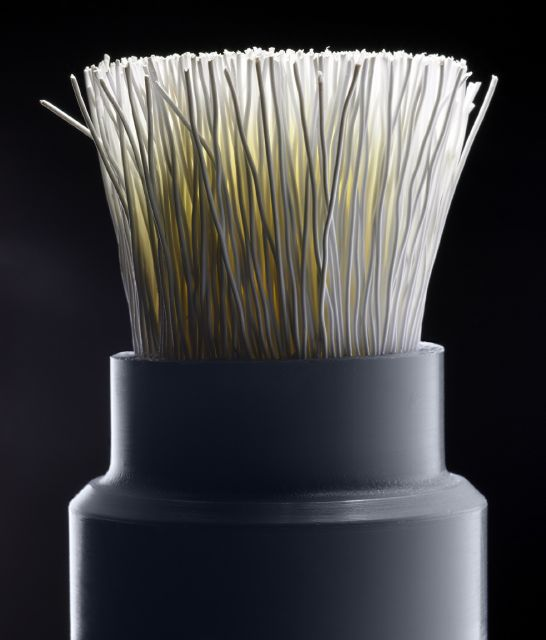
Włókna membranowe

## Zasada działania
Wilgotne powietrze wchodzące do modułu osuszającego, przechodzi przez zespół wielu membran z włókien syntetycznych. Podczas, gdy powietrze przepływa wzdłuż włókna, para wodna dyfunduje poprzez ścianki i gromadzi się na zewnątrz. Powietrze opuszczające moduł jest osuszone. Pewna mała część osuszonego powietrza jest zawracana i przechodzi wzdłuż zewnętrznych ścianek włókien zbierając wodę i odprowadzając ją na zewnątrz.

## Zastosowanie osuszacza membranowego[1]
1. Kontenery, pojazdy
2. Warsztaty, stacje benzynowe
3. Osuszanie mniejszych ilości sprężonego powietrza, takim przykładem mogą być osuszacze końcowe bezpośrednio przed odbiornikami.